# أوروبا قبل الحروب الصليبية
دراسة أوضاع أوروبا قبل الحروب الصليبية تعطي صورة واضحة لأسباب تلك الحروب ودوافعها.

## العصور الوسطى

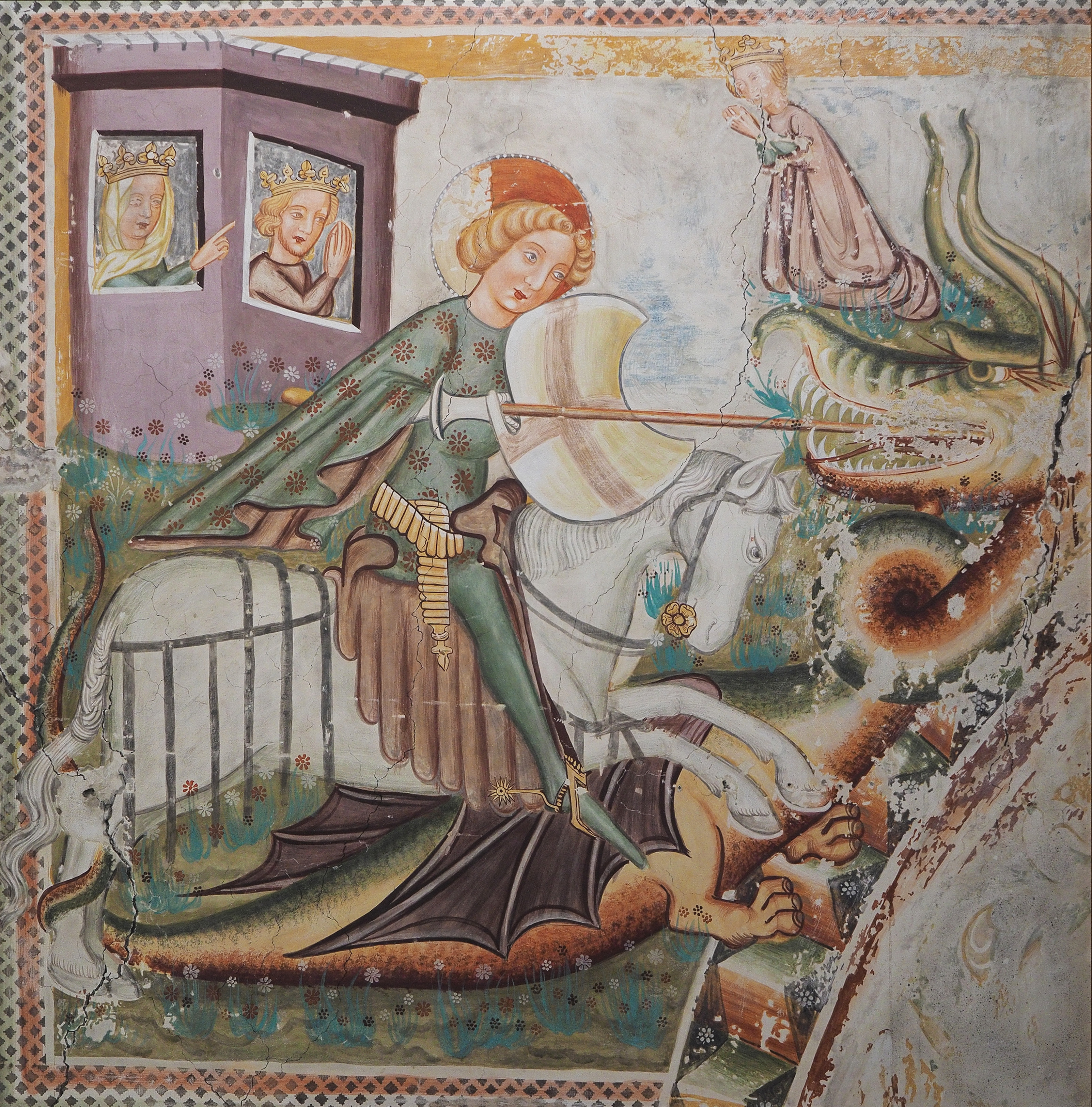
لوحة للقديس جورج يذبح التنين توضح الفنون في العصور الوسطى

فترة التاريخ الأوروبي الممتدة من حوالي 500 إلى 1400 - 1500م تُعرف تقليديًا باسم العصور الوسطى. تم استخدام المصطلح لأول مرة من قبل علماء القرن الخامس عشر لتحديد الفترة بين وقتهم الخاص وسقوط الإمبراطورية الرومانية الغربية. غالبًا ما يُنظر إلى الفترة على أنها تقسيمات داخلية خاصة بها: إما مبكرًا أو متأخرًا أو مركزيًا أو مرتفعًا، ومتأخرًا.

## الخلفية الدينية
كانت المسيحية عاملاً موحِّدًا رئيسيًا بين أوروبا الشرقية والغربية قبل الفتوحات العربية، لكن غزو شمال إفريقيا قطع الروابط البحرية بين تلك المناطق. اختلفت الكنيسة البيزنطية بشكل متزايد في اللغة والممارسات والطقوس عن الكنيسة الغربية. استخدمت الكنيسة الشرقية اليونانية بدلًا من اللاتينية الغربية. ظهرت الاختلافات اللاهوتية والسياسية، وبحلول أوائل القرن الثامن والوسطى، اتسعت قضايا مثل تحطيم المعتقدات التقليدية والزواج الإكليريكي وسيطرة الدولة على الكنيسة إلى حد أن الاختلافات الثقافية والدينية كانت أكبر من أوجه التشابه. جاء الانقسام الرسمي، المعروف باسم الانقسام بين الشرق والغرب، في عام 1054 ، عندما اشتبكت البابوية وبطريركية القسطنطينية حول السيادة البابوية وحرمت بعضها البعض، مما أدى إلى تقسيم المسيحية إلى كنيستين - أصبح الفرع الغربي هو الروماني. الكنيسة الكاثوليكية والفرع الشرقي الكنيسة الأرثوذكسية الشرقية. [89]
نجا الهيكل الكنسي للإمبراطورية الرومانية من الحركات والغزوات في الغرب على حاله في الغالب، لكن البابوية لم تكن موضع اهتمام كبير، وقليل من الأساقفة الغربيين نظروا إلى أسقف روما من أجل القيادة الدينية أو السياسية. كان العديد من الباباوات قبل 750 عامًا أكثر اهتمامًا بالشؤون البيزنطية والخلافات اللاهوتية الشرقية. نجا السجل، أو النسخ المؤرشفة من رسائل البابا غريغوريوس الكبير (البابا 590-604)، ومن بين تلك الرسائل التي يزيد عددها عن 850 حرفًا، كانت الغالبية العظمى معنية بالشؤون في إيطاليا أو القسطنطينية. كانت بريطانيا هي الجزء الوحيد من أوروبا الغربية حيث كان للبابوية تأثير، حيث أرسل غريغوري البعثة الغريغورية عام 597 لتحويل الأنجلو ساكسون إلى المسيحية. كان المبشرون الأيرلنديون أكثر نشاطًا في أوروبا الغربية بين القرنين الخامس والسابع، حيث ذهبوا أولاً إلى إنجلترا واسكتلندا ثم إلى القارة. تحت حكم رهبان مثل كولومبا (ت 597) وكولومبانوس (ت 615)، أسسوا أديرة، ودرّسوا باللغتين اللاتينية واليونانية، وألفوا أعمالًا علمانية ودينية.
شهدت أوائل العصور الوسطى صعود الرهبنة في الغرب. تم تحديد شكل الرهبنة الأوروبية من خلال التقاليد والأفكار التي نشأت مع آباء الصحراء في مصر وسوريا. كانت معظم الأديرة الأوروبية من النوع الذي يركز على التجربة المجتمعية للحياة الروحية، والتي تسمى سينوبيتزم، والتي كان رائدها باخوميوس (المتوفي 348) في القرن الرابع. انتشرت المُثُل الرهبانية من مصر إلى أوروبا الغربية في القرنين الخامس والسادس من خلال أدب سير القديسين مثل حياة أنطونيوس. كتب بنديكت نورسيا (المتوفى 547) القاعدة البينديكتية للرهبنة الغربية خلال القرن السادس، حيث أوضح بالتفصيل المسؤوليات الإدارية والروحية لمجتمع من الرهبان بقيادة رئيس دير. كان للرهبان والأديرة تأثير عميق على الحياة الدينية والسياسية في أوائل العصور الوسطى، حيث عملوا في حالات مختلفة كأمانة ملكية للعائلات القوية، ومراكز للدعاية والدعم الملكي في المناطق التي تم فتحها حديثًا، وقواعد للبعثات والتبشير. كانت البؤر الاستيطانية الرئيسية، وأحيانًا الوحيدة، للتعليم ومحو الأمية في المنطقة. تم نسخ العديد من المخطوطات الباقية من الكلاسيكيات اللاتينية في الأديرة في أوائل العصور الوسطى. كان الرهبان أيضًا مؤلفي أعمال جديدة، بما في ذلك التاريخ واللاهوت وموضوعات أخرى، كتبها مؤلفون مثل بيدي (المتوفي 735)، وهو مواطن من شمال إنجلترا كتب في أواخر القرن السابع وأوائل القرن الثامن.

### فساد الكنيسة
ومع كون الكنيسة تحتل في هذا الوقت هذه المكانة الكبيرة إلا أن القساوسة كانوا على درجة كبيرة من الجهل والتخبط، ولم يكن لهم في الغالب أي كفاءة دينية أو إدارية أو قيادية، ولم يكن هذا فقط، بل إن معظم البابوات في القرن التاسع والعاشر الميلادي كانوا على درجة كبيرة من الفساد الأخلاقي، سواء في قضايا المال أو في قضايا النساء، وكثير منهم قُتل في حوادث أخلاقية مخلَّة ، مع أنهم جميعًا كانوا يدَّعون الرهبانية، ويعلنون اعتزالهم مُتَع الحياة، ويشيعون الزهد في الدنيا، ويمتنعون عن الزواج، ثم يرتكبون بعد ذلك أبشع جرائم السرقة، وكذلك الزنا.ومن الأفكار المهمة التي أشاعها البابوات والقساوسة في القرن الحادي عشر - أي قبيل الحروب الصليبية بقليل - أن الدنيا على وشك الانتهاء، وأن يوم القيامة قد اقترب جدًّا، وأن هذا مرتبط بمرور ألف سنة على نهاية عهد المسيح، أي أن هذه الإشاعة بدأت تنتشر في سنة (424هـ) 1033م تقريبًا وما بعدها، وكانوا يفسِّرون كل الظواهر الكونية والطبيعية في ذلك الوقت على أنها أدلة على صدق الإشاعة، ومن ذلك مثلاً ثورة بركان فيزوف في إيطاليا، أو حدوث بعض الصواعق أو الزلازل.وكان لانتشار مثل هذه الشائعات الأثر في إحداث حالة من الوجل والرعب والهلع عند عموم الناس، وخوفهم المفرط من ذنوبهم، وبروز دور البابوات والقساوسة والكنيسة بصفة عامة لإنقاذ الناس من هذه الضغوط، ومساعدتهم على التخلص من هذه الذنوب، وضرب رجال الدين على هذا الوتر بشدة، واستغلوه في توجيه الناس إلى ما يريدون، وقد كان من أهم الوسائل للتخلص من هذه الذنوب دفع الأموال للكنيسة، وهو الأمر الذي تطور بعد ذلك إلى صكوك الغفران، التي ثار عليها بعد ذلك بقرون مارتن لوثر مؤسِّس البروتستانتية.

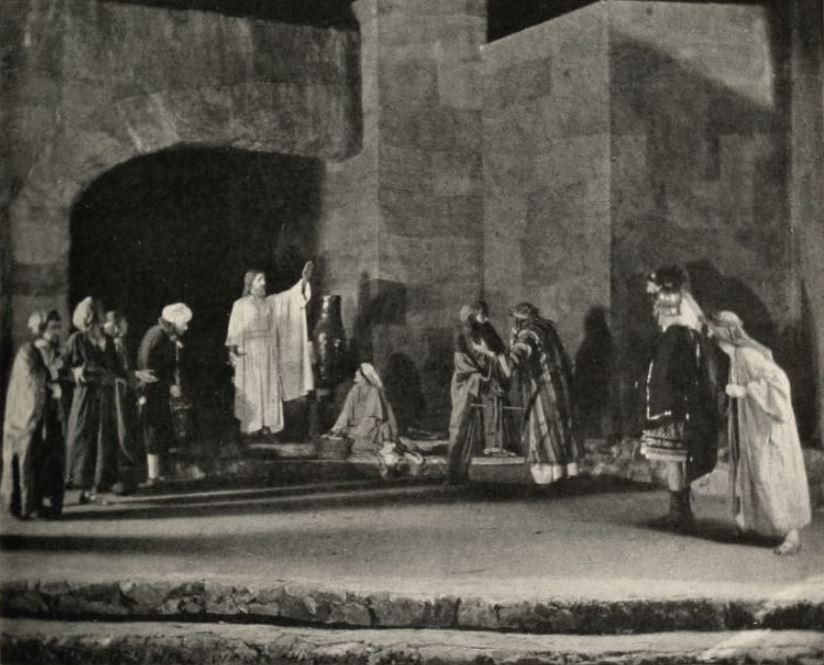
رحلات الحج إلى الأراضى المقدسة بفلسطين

### رحلات الحج إلى فلسطين
غير أن هناك وسيلة أخرى أشاعها البابوات والقساوسة للتخلص من الذنوب لها علاقة كبيرة بموضوعنا، وهو التشجيع على رحلات الحج إلى أرض فلسطين مهد المسيح ، وذلك للتكفير عن الذنوب، وكانت رحلات الحج التكفيرية هذه تستغرق من الناس جهدًا كبيرًا ووقتًا طويلاً، قد يصل إلى سبع سنوات، وكانت هذه الرحلات بديلاً عن دفع المال الكثير للكنيسة ، ومن ثَمَّ رغب فيها الفقراء الذين لا يستطيعون شراء رضاء الكنيسة، ومن هنا توالت رحلات الحج لفلسطين، والتبرك بالآثار هناك، وأصبحت هذه الرحلات ثقافة عامة عند الناس؛ ولذلك انتشر اسم فلسطين، وصار متداولاً بين عموم الناس. ولا شك أن هذا مهَّد نفسيًّا لقبول فكرة الحروب الصليبية بعد ذلك، فهي تذهب إلى مكان مألوف محبوب سمع الناس كثيرًا عنه، بل وشُجِّعوا على الذهاب إليه، بل إن فلسطين صارت حُلمًا لكثير ممن يريد الذهاب للتخلص من ذنوبه قبل انتهاء الدنيا، غير أنه يفتقد الطاقة البدنية أو المالية ليقوم بالرحلة، وكل هذا - لا شكَّ - أدى إلى تضخيم حجم فلسطين في عيون الغربيين.
وتشير الكثير من المصادر والوثائق أن استقبال المسلمين الذين يحكمون الشام وفلسطين لهؤلاء الحجاج كان استقبالاً طيبًا جدًّا، ولم يثبت أي محاولات تضييق عليهم كما يحاول البابوات أن يشيعوا؛ لكي يسوِّغوا فكرة الهجوم على فلسطين لتسهيل رحلات الحج لنصارى أوروبا. فهذه الخلفيات الدينية المعقدة من رغبة حثيثة للكنيسة للسيطرة على عقول الناس وأموالهم، ومن خوف مطَّرد عند الشعوب من فناء الدنيا وكثرة الذنوب، ومن حبٍّ جارف لهذه الأرض التي وُلد بها المسيح، والتي بسبب الرحلة إليها ستُغفر الذنوب. كل هذا وغيره مهَّد لفكرة الحروب الصليبية وغزو فلسطين.
ولعل الخلفيات التي يجب أن تضاف إلى هذه الأمور السابقة، والتي تفسِّر ولع الغرب بقضية فلسطين خصوصًا والشرق عمومًا، هي ظهور رغبة عند بعض بابوات روما لضم الكنيستين الغربية الكاثوليكية والشرقية الأرثوذكسية تحت سقف واحد، يحكمه الكاثوليكيون بالطبع، وكان الذي تبنَّى هذا المشروع بقوة هو البابا جريجوري السابع، وهو البابا السابق مباشرة للبابا أوربان الثاني الذي وقعت في عهده الحروب الصليبية. وكان من ضمن الخطوات التي أخذها البابا جريجوري السابع لإتمام هذه الخطوة الفريدة أن بدأ يحسِّن من علاقاته مع الإمبراطور البيزنطي ألكسيوس كومنين ، وهو الإمبراطور الذي سيعاصر الحروب الصليبية؛ مما جعل المراسلات بينهما مستمرة، ومما حدا - بعد ذلك - بالإمبراطور البيزنطي أن يستغيث بالغرب الكاثوليكي لنصرته ضد السلاجقة المسلمين، وذلك مع شدة كراهية هذا الإمبراطور الأرثوذكسي لكل بابوات وملوك وشعوب أوروبا الكاثوليكية.

## الخلفية الاقتصادية
عاشت أوروبا عدة قرون تعاني من أزمات اقتصادية طاحنة، فمع خصوبة الأرض إلا أنها مليئة بالغابات ، واستصلاح الأراضي وزرعها يحتاج إلى فنٍّ وجهد وتقنية، ولم يكن هذا متوفرًا في هذه البيئات الجاهلة، وخاصةً في المناطق الشمالية ذات الصقيع القارس، هذا فوق ضعف المواصلات وانقطاع الطرق؛ مما كان يمنع وصول الغذاء من مكان إلى مكان ولو بغرض التجارة، ومن ثَمَّ فإن نقص الإنتاج المحلي من الغذاء كان يعني ببساطة المجاعة القاتلة! وكانت هذه المجاعات تستمر أحيانًا سنوات، مما يؤدِّي إلى فناء قرى ومدن، وكان انتشار الأمراض وانعدام العلاج يساهم في موت المزيد والمزيد، وكل هذه الأمور جعلت الفقراء والفلاحين يضيقون ذرعًا بحياتهم، ويشعرون بالإحباط الدائم واليأس المستمر، فإذا أضفت لكل ذلك الضرائب الباهظة التي كان يدفعها الفلاحون أدركت مدى المعاناة التي كانوا يعيشونها.
وفي أخريات القرن الحادي عشر، وخاصةً في السنوات العشر التي سبقت الحروب الصليبية حدثت مجاعات رهيبة قاتلة، خاصةً في شمال فرنسا وغرب ألمانيا، ولعل هذا يفسِّر خروج الكثير من الجيوش من هذه المناطق، التي كان لا بد لها من أن تهرب إلى أي مكان به طعام وشراب، ولو كان هذا المكان على بُعد مئات وآلاف الأميال، فلن يكون أسوأ من الموت جوعًا!

### التجارة البحرية
وعلى النقيض من هذه الصورة، كانت هناك صورة مغايرة تمامًا عند بعض الاقتصاديين في أوروبا، وخاصةً في الجنوب الأوربي وعلى سواحل البحر الأبيض المتوسط، فقد ازدهرت التجارة البحرية في ذلك الوقت وأفاد تجَّار الجنوب الأوربي من وجودهم على السواحل في التجارة مع حوض البحر الأبيض المتوسط بكامله، بل تجاوزوه إلى داخل آسيا وإفريقيا. وكان من أبرز الموانئ التي ظهرت في الفترة التي سبقت الحروب الصليبية موانئ إيطاليا، وخاصةً جنوة وبيزا، فكانت هذه الموانئ تمثِّل قوة اقتصادية مؤثرة في هذا الوقت، وكانت القوة الاقتصادية المنافسة الوحيدة هي قوة الاقتصاد الإسلامي، وكانت لهذه القوة مراكزٌ مهمة في الشام ومصر والمغرب، وكذلك في الأندلس، وكان هذا التنافس دافعًا للموانئ الإيطالية أن تتربص بالمسلمين قدر استطاعتها، ودفعها ذلك إلى تجهيز الحملات العسكرية لإخراج المسلمين من صقلية، وتمَّ لهم ذلك كما مر بنا، وخرج المسلمون خروجًا نهائيًّا من صقلية سنة (484هـ) 1091م بعد حكم مائتين وسبعين سنة، وهذا يسبق الحروب الصليبية بسبع سنوات فقط، ولا شك أن هذا جعل الطريق البحري آمنًا إلى حد كبير.
ومن هنا حرص تجار إيطاليا على دعم الحملات الصليبية المتجهة للشرق، فهم بذلك سيقضون على منافسهم الوحيد، ومن ناحية أخرى سيفتحون سوقًا هائلاً لتجارتهم في هذه البقاع الإسلامية.
وهكذا كان هناك شبه اتفاق بين المطحونين الكادحين الجائعين، وبين الاقتصاديين والأثرياء المتخمين لغزو العالم الإسلامي والمشاركة في الحروب الصليبية!

## الخلفية السياسية
في القرن الخامس الميلادي، وبالتحديد في سنة 476م، سقطت الإمبراطورية الرومانية الغربية العتيدة، وذلك تحت الضربات الموجعة للقبائل الجرمانية الشمالية، وهي قبائل همجية عنيفة لم تنظر بأي عين من الاعتبار للحضارة الرومانية المتميزة، بل سعت إلى التدمير والإبادة. وفي غضون قرنين من الزمان، كانت القبائل الجرمانية قد انتشرت في كل أوروبا، وكان هذا الانتشار مصحوبًا بنشر الأفكار الجرمانية العنيفة، والسلوك الإجرامي عند عامة الناس.
ثم شهد القرنان التاسع والعاشر الميلادي - قبل الحروب الصليبية بقرن من الزمان - عدَّة هجمات ضارية على أوروبا، سواء من الفايكنج القادمين من إسكندينافيا أو من المسلمين القادمين من الأندلس أو الشمال الإفريقي، وهذا ساعد في زيادة الروح القتالية عند عموم الناس، وتحول الأوربيون إلى الشكل العسكري، حتى صارت صورة الشخص النبيل العظيم هي صورة الفارس المقاتل.
ونتيجة نمو هذا الفكر العسكري داخل أوروبا، كان لا بد للقوى المختلفة أن تصطدم معًا، فبدأ الصراع بين الدول الأوربية المختلفة بغية التوسع والسيطرة، ثم قُسِّمت الدول إلى إقطاعيات منفصلة متصارعة فيما بينها، وعلى كل إقطاعية أمير قد يدين بالولاء أو لا يدين للملك العام على الدولة، وكوَّن كل أمير ميليشيات عسكرية خاصة به، وعمَّت الفوضى كل أرجاء أوروبا؛ مما أدى إلى فَقْد الكنيسة السيطرة على هذه القوى الكثيرة والمتناحرة.
وكان الوضع أشد ما يكون ترديًا في فرنسا، حيث فقد ملك فرنسا السيطرة كُلِّيَّةً على البلاد، وصار الحكم فيها لأمراء الإقطاعيات، وتفتَّتت الدولة إلى إمارات متعددة، كلٌّ منها له جيشه الخاص. أما الوضع في ألمانيا فكان أفضل حالاً، حيث ظهر فيها ملك قويّ هو هنري الثالث، ثم ابنه هنري الرابع، وذلك في القرن الحادي عشر وقبيل الحروب الصليبية مباشرة؛ وهذا أدى إلى تماسك الوضع نسبيًّا في ألمانيا.
وفي إنجلترا ظهر ملك قوي أيضًا هو وليم الفاتح، ولكن وضع إنجلترا الاقتصادي كان سيئًا جدًّا؛ مما جعلها مشغولة تمامًا بنفسها. أما الدويلات النصرانية في شمال الأندلس، فكانت تبذل كل طاقتها في حرب المسلمين هناك.
وتأتي القوة العسكرية الأخيرة في غرب أوروبا متمثلة في إيطاليا، وكانت في الواقع قوة كبيرة، خاصةً في المناطق التي يسيطر عليها النورمانديون في جنوب إيطاليا، وبالذات بعد ظهور زعيم قوي جدًّا هناك هو روبرت جويسكارد، الذي كانت له أحلام توسعية هائلة وصلت إلى حروب مباشرة مع الدولة البيزنطية العتيدة ، وقد استطاع هذا القائد أن يُسقِط البلقان البيزنطية تحت سيطرته، بل وبذل أولى المحاولات لاحتلال أنطاكية التي كانت في حوزة البيزنطيين ثم المسلمين، وكان الذي يبذل هذه المحاولات هو ابنه شخصيًّا، وهو الأمير بوهيموند، الذي سيكون بعد ذلك أحد أمراء الحملة الصليبية الأولى.
كما صاحب ظهور هذه القوة الإيطالية المتنامية نمو سريع لأسطول بحري عسكري لميناء البندقية الإيطالي، وصار له أثر مباشر في تغيير سير الأحداث في حوض البحر الأبيض المتوسط بكامله.
إذن فالوضع السياسي في أوروبا كان يضم عددًا كبيرًا من العسكريين المتصارعين، والمتنافسين على تقسيم البلاد عليهم، ولما كانت أوروبا ضيقة وطبيعتها الجبلية والثلجية معوِّقة، كان التفكير في التوسع خارج أوروبا، كما فكر في ذلك روبرت جويسكارد زعيم النورمانديين الإيطاليين، كما سيحدث بعد ذلك في الحروب الصليبية.

## الخلفية الاجتماعية
كانت العصور الوسطى العليا فترة توسع هائل في عدد السكان. نما عدد سكان أوروبا التقديري من 35 إلى 80 مليون بين 1000 و1347 ، على الرغم من أن الأسباب الدقيقة لا تزال غير واضحة: تقنيات زراعية محسنة ، وتراجع حيازة العبيد ، ومناخ أكثر رقة ، ونقص الغزو. ما يصل إلى 90 في المائة من سكان أوروبا ظلوا فلاحين ريفيين. لم يعد الكثير منهم يقيمون في مزارع منعزلة ولكنهم تجمعوا في مجتمعات صغيرة ، تُعرف عادةً باسم عزبة أو قرى. كان هؤلاء الفلاحون يخضعون في كثير من الأحيان للأسياد النبلاء ويدينون لهم بالإيجارات والخدمات الأخرى ، في نظام يعرف باسم مانورالية. بقي عدد قليل من الفلاحين الأحرار طوال هذه الفترة وما بعدها ، مع وجود عدد أكبر منهم في مناطق جنوب أوروبا أكثر من الشمال. كما ساهمت ممارسة اقتحام الأراضي الجديدة أو إدخالها في الإنتاج من خلال تقديم الحوافز للفلاحين الذين استوطنوها ، في زيادة عدد السكان. كان نظام الحقول المفتوحة يمارس بشكل شائع في معظم أنحاء أوروبا ، وخاصة في «شمال غرب ووسط أوروبا». كانت لهذه المجتمعات الزراعية ثلاث خصائص أساسية: حيازات الفلاحين الفردية على شكل شرائط من الأرض كانت مبعثرة بين الحقول المختلفة التي تنتمي إلى القصر ؛ تم تناوب المحاصيل من سنة إلى أخرى للحفاظ على خصوبة التربة ؛ والأراضي المشتركة كانت تستخدم لرعي الماشية ولأغراض أخرى. استخدمت بعض المناطق نظامًا ثلاثي الحقول لتناوب المحاصيل ، بينما احتفظت مناطق أخرى بالنظام الأقدم ثنائي المجال. تضمنت قطاعات أخرى من المجتمع النبلاء ورجال الدين وسكان المدن. استغل النبلاء ، سواء كانوا من النبلاء أو الفرسان البسطاء ، القصور والفلاحين ، على الرغم من أنهم لم يمتلكوا الأراضي بشكل كامل ولكن تم منحهم حقوقًا في الدخل من قصر أو أراض أخرى من خلال نظام الإقطاع. خلال القرنين الحادي عشر والثاني عشر ، أصبحت هذه الأراضي ، أو الإقطاعيات ، تعتبر وراثية ، وفي معظم المناطق لم تعد قابلة للتقسيم بين جميع الورثة كما كان الحال في أوائل العصور الوسطى. بدلاً من ذلك ، ذهبت معظم الإقطاعيات والأراضي إلى الابن الأكبر. بنيت هيمنة النبلاء على سيطرتهم على الأرض ، وخدمتهم العسكرية كسلاح الفرسان الثقيل ، والسيطرة على القلاع ، والحصانات المختلفة من الضرائب أو غيرها. فرض القلاع ، في البداية من الخشب ولكن لاحقًا في الحجر ، بدأ تشييدها في القرنين التاسع والعاشر استجابةً لاضطراب ذلك الوقت ، ووفرت الحماية من الغزاة بالإضافة إلى السماح للدفاع عن المنافسين. سمحت السيطرة على القلاع للنبلاء بتحدي الملوك أو السادة الآخرين. تم تقسيم النبلاء إلى طبقات. كان الملوك والنبلاء الأعلى رتبة يسيطرون على أعداد كبيرة من عامة الناس ومساحات كبيرة من الأرض ، بالإضافة إلى النبلاء الآخرين. تحتها ، كان النبلاء الأقل سلطة على مناطق أصغر من الأرض وعدد أقل من الناس. كان الفرسان أدنى مستوى من النبلاء ؛ كانوا يسيطرون على الأرض لكن لم يمتلكوها ، وكان عليهم أن يخدموا النبلاء الآخرين. تم تقسيم رجال الدين إلى نوعين: رجال الدين العلمانيون الذين عاشوا في العالم ، ورجال الدين العاديين الذين عاشوا معزولين في ظل حكم ديني وكانوا يتألفون عادة من الرهبان. طوال هذه الفترة ، ظل الرهبان يشكلون نسبة صغيرة جدًا من السكان ، وعادة ما تكون أقل من واحد في المائة. كان معظم رجال الدين العاديين ينتمون إلى طبقة النبلاء ، وهي نفس الطبقة الاجتماعية التي كانت بمثابة الأرض لتجنيد المستويات العليا من رجال الدين العلمانيين. غالبًا ما كان كهنة الرعية المحليون ينتمون إلى طبقة الفلاحين. كان سكان المدن في وضع غير معتاد إلى حد ما ، حيث لم يتناسبوا مع التقسيم التقليدي ثلاثي الأبعاد للمجتمع إلى النبلاء ورجال الدين والفلاحين. خلال القرنين الثاني عشر والثالث عشر ، توسعت صفوف سكان المدن بشكل كبير مع نمو المدن القائمة وإنشاء مراكز سكانية جديدة. لكن خلال العصور الوسطى ، ربما لم يتجاوز عدد سكان المدن 10٪ من إجمالي السكان.

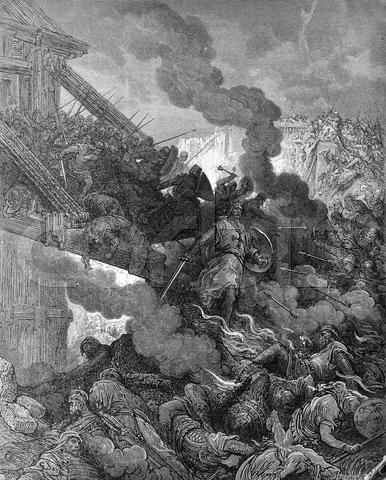
صورة للصليبين أثناء الحملات الصليبىة

### الحملات الصليبية
في القرن الحادي عشر ، استولى السلاجقة الأتراك على جزء كبير من الشرق الأوسط ، واحتلوا بلاد فارس خلال أربعينيات القرن العاشر ، وأرمينيا في ستينيات القرن العاشر ، والقدس في عام 1070. وفي عام 1071 ، هزم الجيش التركي الجيش البيزنطي في معركة ملاذكرد واستولى على الإمبراطور البيزنطي رومانوس الرابع (حكم 1068-1071). كان الأتراك حينها أحرارًا في غزو آسيا الصغرى ، والتي وجهت ضربة خطيرة للإمبراطورية البيزنطية من خلال الاستيلاء على جزء كبير من سكانها ومعقلها الاقتصادي. على الرغم من أن البيزنطيين أعادوا تجميع صفوفهم وتعافوا إلى حد ما ، إلا أنهم لم يستردوا آسيا الصغرى بالكامل وكانوا في كثير من الأحيان في موقف دفاعي. كما واجه الأتراك صعوبات ، حيث فقدوا السيطرة على القدس لصالح الفاطميين في مصر وعانوا من سلسلة من الحروب الأهلية الداخلية. واجه البيزنطيون أيضًا إحياء بلغاريا ، والتي انتشرت في جميع أنحاء البلقان في أواخر القرنين الثاني عشر والثالث عشر.
كانت الحروب الصليبية تهدف إلى انتزاع القدس من سيطرة المسلمين. أعلن البابا أوربان الثاني (البابا 1088-1099) الحملة الصليبية الأولى في مجلس كليرمون عام 1095 استجابةً لطلب من الإمبراطور البيزنطي ألكسيوس الأول كومنينوس (حكم 1081-1118) للمساعدة في مواجهة تقدم المسلمين. وعد Urban بالتساهل مع أي شخص شارك. حشد عشرات الآلاف من الناس من جميع مستويات المجتمع في جميع أنحاء أوروبا واستولوا على القدس عام 1099. كانت إحدى سمات الحروب الصليبية هي المذابح ضد اليهود المحليين والتي غالبًا ما كانت تحدث عندما غادر الصليبيون بلادهم إلى الشرق. كانت هذه وحشية بشكل خاص خلال الحملة الصليبية الأولى ، عندما تم تدمير الجاليات اليهودية في كولونيا وماينز وويرمز ، وكذلك المجتمعات الأخرى في المدن الواقعة بين نهري السين والراين. نتاج آخر للحروب الصليبية كان تأسيس نوع جديد من النظام الرهباني ، الأوامر العسكرية لفرسان الهيكل والفرسان ، والتي دمجت الحياة الرهبانية مع الخدمة العسكرية.
عزز الصليبيون غزواتهم في دول صليبية. خلال القرنين الثاني عشر والثالث عشر ، كانت هناك سلسلة من النزاعات بينهم وبين الدول الإسلامية المحيطة. أدت المناشدات من الدول الصليبية إلى البابوية إلى مزيد من الحملات الصليبية ، [213] مثل الحملة الصليبية الثالثة ، التي دعت لمحاولة استعادة القدس ، التي استولى عليها صلاح الدين (المتوفي 1193) عام 1187. [216] [Y] في 1203 ، تم تحويل الحملة الصليبية الرابعة من الأرض المقدسة إلى القسطنطينية ، واستولت على المدينة في عام 1204 ، وإنشاء إمبراطورية لاتينية في القسطنطينية [218] وأضعفت الإمبراطورية البيزنطية بشكل كبير. استعاد البيزنطيون المدينة عام 1261 ، لكنهم لم يستعدوا قوتهم السابقة. بحلول عام 1291 ، تم الاستيلاء على جميع الدول الصليبية أو إجبارها على الخروج من البر الرئيسي ، على الرغم من بقاء مملكة القدس الفخرية في جزيرة قبرص لعدة سنوات بعد ذلك.
دعا الباباوات إلى شن الحروب الصليبية في أماكن أخرى إلى جانب الأرض المقدسة: في إسبانيا وجنوب فرنسا وعلى طول بحر البلطيق. اندمجت الحروب الصليبية الأسبانية مع Reconquista of Spain من المسلمين. على الرغم من أن فرسان الهيكل وفرسان الفرسان شاركوا في الحروب الصليبية الإسبانية ، إلا أنه تم تأسيس رتب دينية عسكرية إسبانية مماثلة ، والتي أصبح معظمها جزءًا من النظامين الرئيسيين لكالاترافا وسانتياغو بحلول بداية القرن الثاني عشر. بقيت أوروبا الشمالية أيضًا خارج التأثير المسيحي حتى القرن الحادي عشر أو بعد ذلك ، وأصبحت مكانًا للحملات الصليبية كجزء من الحروب الصليبية الشمالية في القرنين الثاني عشر والرابع عشر. أنتجت هذه الحملات الصليبية أيضًا أمرًا عسكريًا ، وهو وسام الإخوة السيف. أمر آخر ، الفرسان التوتونيون ، على الرغم من تأسيسهم في الدول الصليبية ، ركز الكثير من نشاطه في بحر البلطيق بعد عام 1225 ، وفي عام 1309 نقل مقره الرئيسي إلى مارينبورغ في بروسيا.